# Aurora (Santa Catarina)
Pour l’article homonyme, voir Aurora.
Aurora est une ville brésilienne de l'État de Santa Catarina.

## Géographie
Aurora se situe dans la vallée du rio Itajaí, à une latitude de 27° 18' 54"  sud et à une longitude de 49° 38' 16" ouest, à une altitude de 338 mètres.
Sa population était de 5 552 habitants au recensement de 2010, rurale à 90 %. La municipalité s'étend sur 207 km2.
La ville se trouve à 177 km à l'ouest de la capitale de l'État, Florianópolis. Elle fait partie de la microrégion de Rio do Sul, dans la mésorégion de la Vallée du rio Itajaí.
Le climat de la municipalité est tempéré humide, aux étés chauds, avec une température moyenne annuelle de 18,4°C.
L'IDH de la ville était de 0,812 en 2000 (PNUD).

## Histoire
Les premiers colons, d'origine allemande, arrivent dans la région de l'actuelle municipalité en 1910, dirigés par Otto Wehmuth. Ils fondent une localité du nom de Lautembarch sur la rive gauche du rio Itajaí do Sul, non loin du confluent avec le petit cours d'eau ribeirão Aurora. Les denses forêts de la région compliquent leur installation et ils vivent tout d'abord que d'agriculture de subsistance. En 1943, la localité change de nom pour Aurora, puis devient district de Rio do Sul, sous le nom d'Alto Rio do Sul, en 1960. La ville accède à l'indépendance administrative le 8 avril 1964, sous le nom d'Aurora,.

## Économie
La principale activité économique de la municipalité est l'agriculture. On peut notamment citer la culture de l'oignon et de divers légumes, le maïs et le riz, ainsi que la pisciculture et l'élevage caprin et de vaches laitières.

## Culture
Tous les ans, la municipalité célèbre les fêtes suivantes:
- en mars, la Fischfest;
- le 6 juin, la fête de la ville.

## Villes voisines
Aurora est voisine des municipalités (municípios) suivantes :
- Agronômica
- Rio do Sul
- Lontras
- Presidente Nereu
- Ituporanga